# Chermisey
Chermisey település Franciaországban, Vosges megyében. Lakosainak száma 86 fő (2022. január 1.). Chermisey Midrevaux, Seraumont, Sionne, Vaudeville-le-Haut és Avranville községekkel határos.

## Népesség
A település népességének változása:
| Lakosok száma | 102  | 101  | 99   | 96   | 95   | 95   | 93   | 90   | 86   |
|               | 2013 | 2015 | 2016 | 2017 | 2018 | 2019 | 2020 | 2021 | 2022 |